# Kevin Martin (bokser)
Kevin Joseph Martin (ur. 25 grudnia 1925 w Dublinie, zm. 23 listopada 1983 w Sydney) – irlandzki pięściarz. Reprezentant kraju podczas igrzysk olimpijskich w 1948 w Londynie i igrzysk olimpijskich w 1952 w Helsinkach. Na igrzyskach w Londynie wziął udział w turnieju w wadze piórkowej. W pierwszej rundzie wygrał z reprezentantem Holandii Moosem Linnemanem, w drugiej przegrał z Ernesto Formentim z Włoch, który zdobył złoty medal. W Helsinkach wystąpił w turnieju wagi lekkiej. Najpierw wygrał z Marcelem Van De Keere z Belgii, a następnie przegrał z Gheorghe Fiatem z Rumunii.